# Montbonnot-Saint-Martin
Montbonnot-Saint-Martin est une  commune française située dans le département de l'Isère en région Auvergne-Rhône-Alpes. Elle fait partie de la communauté de communes du Pays du Grésivaudan. Ses habitants sont des Bonimontains.
Montbonnot-Saint-Martin est connue pour abriter une partie du parc technologique Inovallée.

## Géographie

### Situation et description

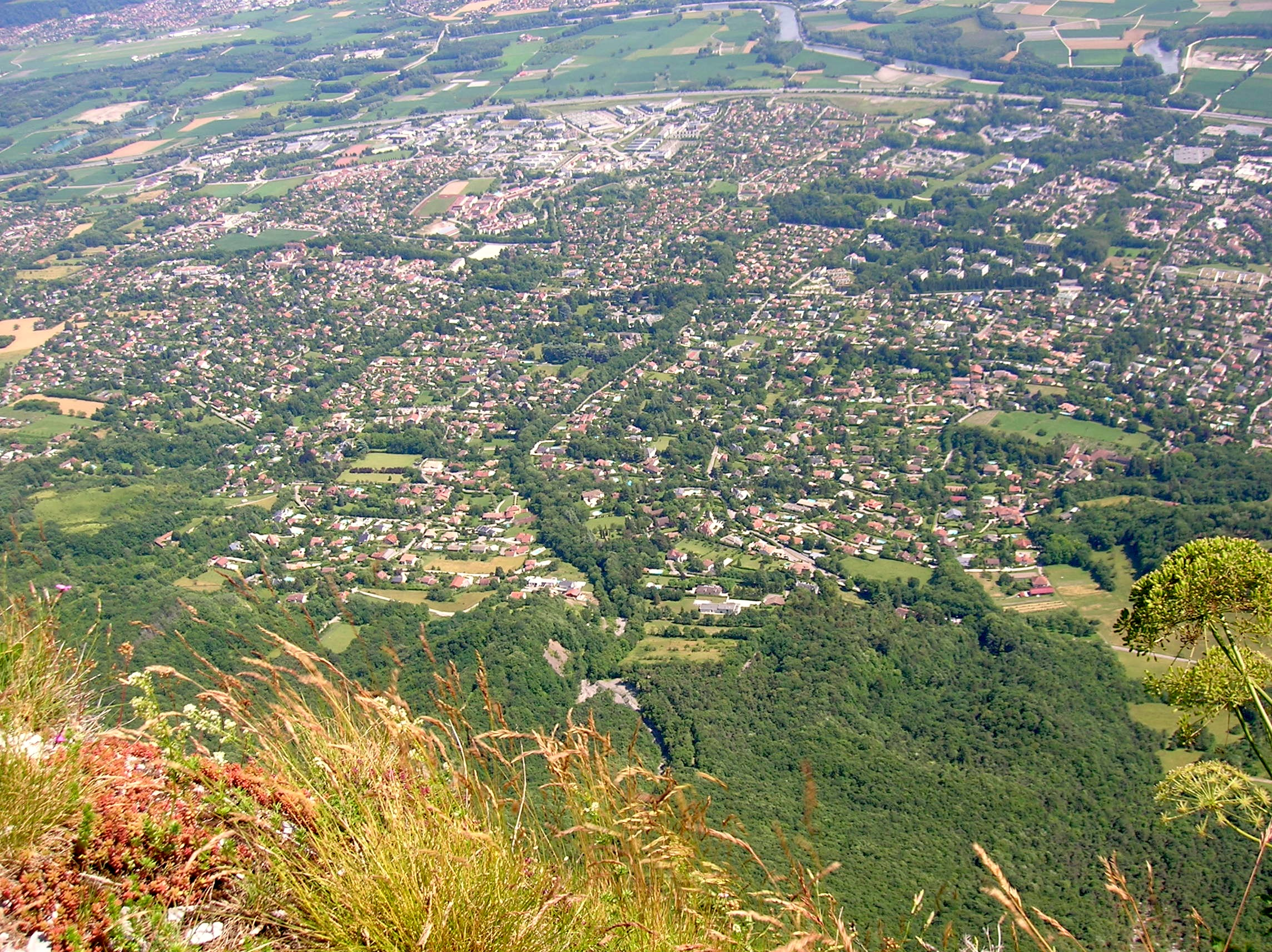
Vue générale de Montbonnot-Saint-Martin (à gauche) et de Meylan (à droite) du fort Saint-Eynard.

S'étendant de la plaine de l'Isère aux coteaux de la Chartreuse, Montbonnot peut être divisée en deux parties principales.
Montbonnot le haut est la partie supérieure de la ville, au-delà de la mairie. La mairie et son parc dominent la vallée du Grésivaudan et offrent une vue imprenable sur la chaîne de Belledonne. Ce panorama a servi pour une des dernières scènes du film Le Hussard sur le toit, où l'on découvre la vallée du Grésivaudan et Belledonne enneigées.
Montbonnot le bas, autrefois Saint-Martin-de-Miséré ( = du milieu de l'Isère, d'où Montbonnot-Saint-Martin), accueille notamment l'inovallée et l'école des pupilles de l'air.
On passe d'une partie à l'autre par le chemin de la Souchière, sentier piétonnier, ou par deux routes, la route de la Doux et le chemin Saint-Martin puis la RD 1090 (ex RN 90) après un passage dans la ville de Meylan.

### Communes limitrophes
| Biviers |                         | Saint-Ismier |
|         | Montbonnot-Saint-Martin |              |
| Meylan  |                         | Domène       |

### Climat
Pour des articles plus généraux, voir Climat d'Auvergne-Rhône-Alpes et Climat de l'Isère.
En 2010, le climat de la commune est de type climat océanique altéré, selon une étude du Centre national de la recherche scientifique s'appuyant sur une série de données couvrant la période 1971-2000. En 2020, Météo-France publie une typologie des climats de la France métropolitaine dans laquelle la commune est exposée à un climat de montagne ou de marges de montagne et est dans la région climatique  Alpes du nord, caractérisée par une pluviométrie annuelle de 1 200 à 1 500 mm, irrégulièrement répartie en été. 
Pour la période 1971-2000, la température annuelle moyenne est de 11,5 °C, avec une amplitude thermique annuelle de 19,4 °C. Le cumul annuel moyen de précipitations est de 1 110 mm, avec 8,8 jours de précipitations en janvier et 6,7 jours en juillet. Pour la période 1991-2020, la température moyenne annuelle observée sur la station météorologique de Météo-France la plus proche, « Grenoble - Lvd », sur la commune du Versoud à 5 km à vol d'oiseau, est de 12,6 °C et le cumul annuel moyen de précipitations est de 981,1 mm,. Pour l'avenir, les paramètres climatiques de la commune estimés pour 2050 selon différents scénarios d'émission de gaz à effet de serre sont consultables sur un site dédié publié par Météo-France en novembre 2022.
| Mois                                  | jan.           | fév.           | mars          | avril         | mai           | juin          | jui.          | août          | sep.          | oct.          | nov.           | déc.           | année      |
| ------------------------------------- | -------------- | -------------- | ------------- | ------------- | ------------- | ------------- | ------------- | ------------- | ------------- | ------------- | -------------- | -------------- | ---------- |
| Température minimale moyenne (°C)     | −1,3           | −0,3           | 2,8           | 6,4           | 10,3          | 14            | 15,3          | 14,9          | 11,7          | 8             | 3              | −0,5           | 7          |
| Température moyenne (°C)              | 2,8            | 4,6            | 8,8           | 12,7          | 16,4          | 20,5          | 21,9          | 21,4          | 17,7          | 13,3          | 7,2            | 3,3            | 12,6       |
| Température maximale moyenne (°C)     | 6,8            | 9,5            | 14,7          | 19,1          | 22,5          | 26,9          | 28,6          | 27,8          | 23,8          | 18,7          | 11,5           | 7,2            | 18,1       |
| Record de froid (°C) date du record   | −16,6 11.01.10 | −12,9 05.02.12 | −8,7 01.03.05 | −3,4 08.04.21 | 0,8 07.05.19  | 3,7 01.06.06  | 7,6 13.07.00  | 7,2 31.08.06  | 2,8 26.09.02  | −3,6 26.10.03 | −10,7 27.11.05 | −14,4 20.12.09 | −16,6 2010 |
| Record de chaleur (°C) date du record | 19,2 08.01.11  | 22,5 07.02.01  | 27,7 24.03.01 | 31,1 28.04.12 | 34,9 24.05.09 | 37,1 28.06.19 | 38,8 31.07.20 | 39,5 13.08.03 | 33,8 10.09.23 | 30,9 26.10.06 | 22,9 14.11.10  | 21,5 07.12.00  | 39,5 2003  |
| Précipitations (mm)                   | 77,1           | 58,9           | 77,8          | 70,7          | 99            | 81,4          | 76,8          | 92,1          | 75,2          | 92,3          | 95,3           | 84,5           | 981,1      |

### Hydrographie
L'Isère, rivière longue de 286 km, dont le bassin versant représente 10 800 km2, borde l'est du territoire communal. Cet affluent du Rhône est au milieu de son parcours lors de son passage en bordure orientale de la commune.

### Voies de communication et transport

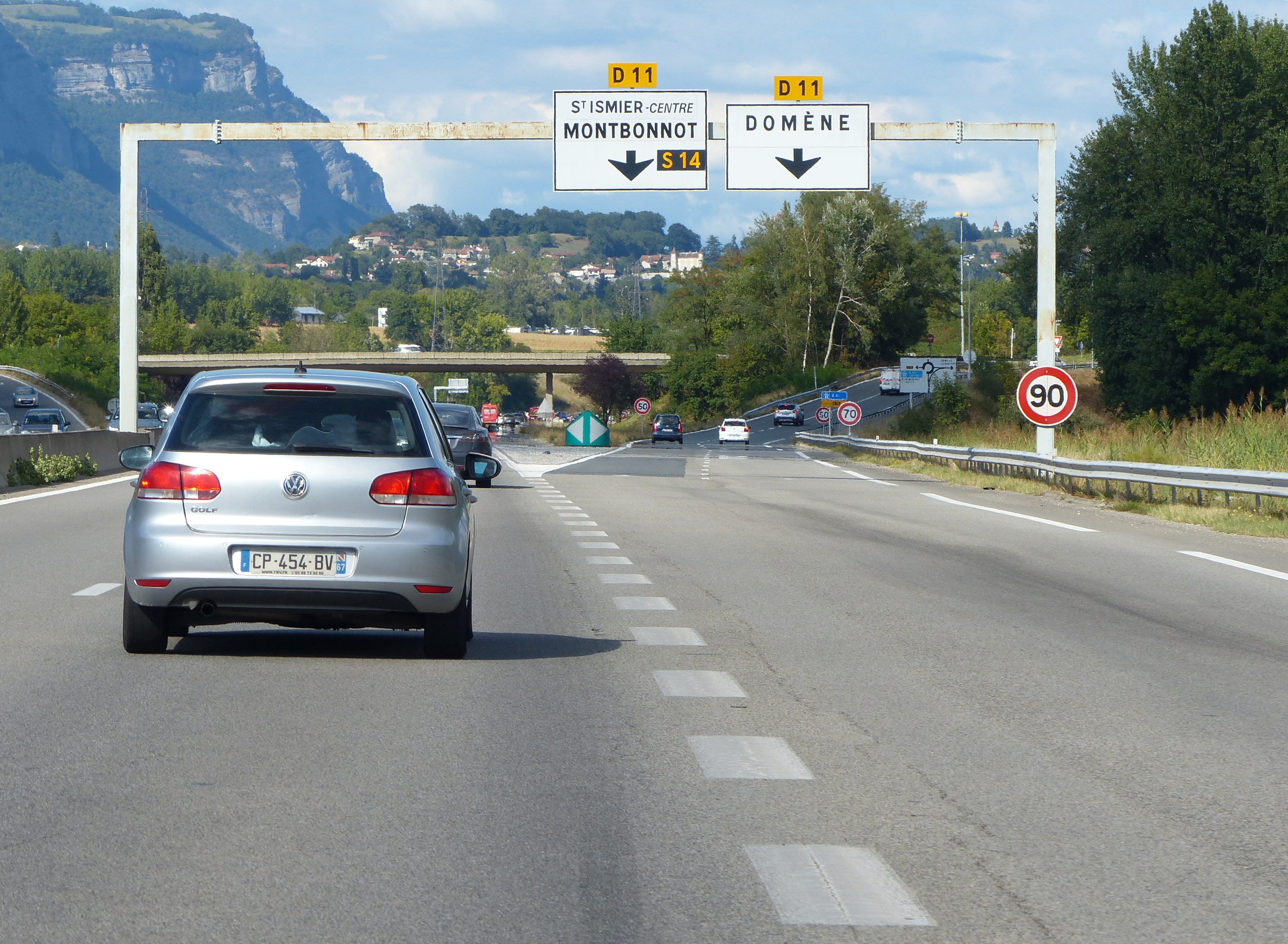
Panneau autoroutier sur l'A41.

Le territoire de la commune de Montbonnot-Saint-Martin est traversé par deux voies à grande circulation, l'autoroute A 41 et l'ancienne route nationale 90 reclassée en RD1090.

## Urbanisme

### Typologie
Au 1er janvier 2024, Montbonnot-Saint-Martin est catégorisée ceinture urbaine, selon la nouvelle grille communale de densité à sept niveaux définie par l'Insee en 2022.
Elle appartient à l'unité urbaine de Grenoble, une agglomération intra-départementale regroupant 38  communes, dont elle est une commune de la banlieue,,. Par ailleurs la commune fait partie de l'aire d'attraction de Grenoble, dont elle est une commune de la couronne,. Cette aire, qui regroupe 204 communes, est catégorisée dans les aires de 700 000 habitants ou plus (hors Paris),.

### Occupation des sols
L'occupation des sols de la commune, telle qu'elle ressort de la base de données européenne d’occupation biophysique des sols Corine Land Cover (CLC), est marquée par l'importance des territoires artificialisés (51,2 % en 2018), en augmentation par rapport à 1990 (29,7 %). La répartition détaillée en 2018 est la suivante : 
zones urbanisées (29,5 %), terres arables (25,2 %), zones industrielles ou commerciales et réseaux de communication (18,2 %), zones agricoles hétérogènes (17,8 %), forêts (4,5 %), mines, décharges et chantiers (3,5 %), eaux continentales (1,2 %). L'évolution de l’occupation des sols de la commune et de ses infrastructures peut être observée sur les différentes représentations cartographiques du territoire : la carte de Cassini (XVIIIe siècle), la carte d'état-major (1820-1866) et les cartes ou photos aériennes de l'IGN pour la période actuelle (1950 à aujourd'hui).

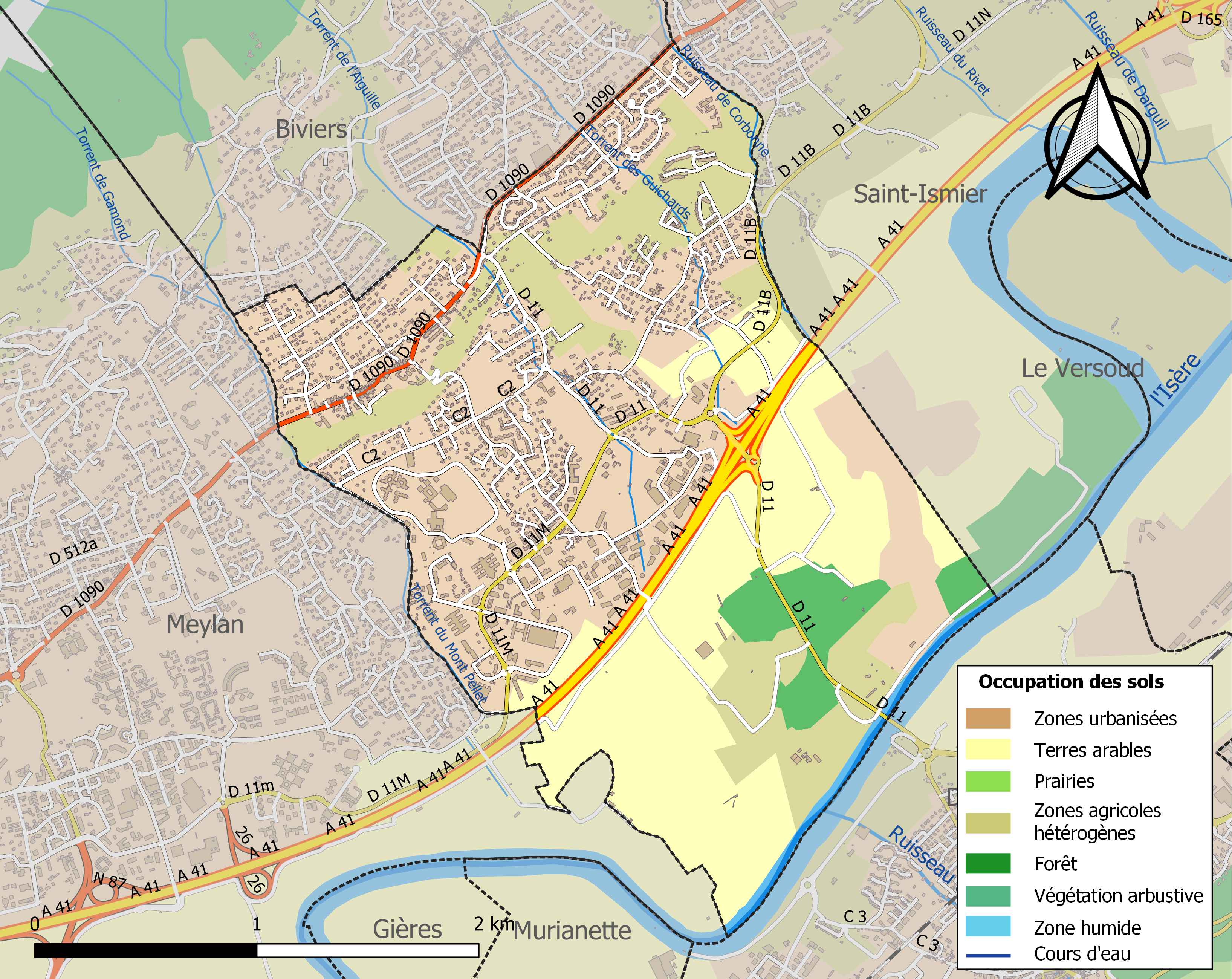
Carte des infrastructures et de l'occupation des sols de la commune en 2018 (CLC).

### Risques naturels et technologiques

#### Risques sismiques
L'ensemble du territoire de la commune de Montbonnot-Saint-Martin est situé en zone de sismicité no 4, comme la plupart des communes de son secteur géographique (Massif de la Chartreuse et vallée du Grésivaudan).
| Type de zone | Niveau            | Définitions (bâtiment à risque normal) |
| ------------ | ----------------- | -------------------------------------- |
| Zone 4       | Sismicité moyenne | accélération = 1,6 m/s2                |

## Histoire
Montbonnot a été un village vinicole jusqu'au milieu du XXe siècle.[réf. nécessaire]
Montbonnot le bas a connu un développement économique sans précédent dans les années 2000. Prolongeant la zone Inovallée de Meylan (alors nommée ZIRST), de nombreuses entreprises se sont installées, comme Sun par exemple. 
Le visage de Montbonnot le bas a alors complètement changé : d'un paysage rural, on est passé en quelques années à un paysage de zone industrielle moderne parsemée d'habitations récentes.

## Population et société

### Démographie
L'évolution du nombre d'habitants est connue à travers les recensements de la population effectués dans la commune depuis 1793. Pour les communes de moins de 10 000 habitants, une enquête de recensement portant sur toute la population est réalisée tous les cinq ans, les populations de référence des années intermédiaires étant quant à elles estimées par interpolation ou extrapolation. Pour la commune, le premier recensement exhaustif entrant dans le cadre du nouveau dispositif a été réalisé en 2004.

En 2022, la commune comptait 5 554 habitants, en évolution de +10,75 % par rapport à 2016 (Isère : +3,07 %, France hors Mayotte : +2,11 %).
| 1793 | 1800 | 1806 | 1821 | 1831 | 1836 | 1841 | 1846 | 1851 |
| ---- | ---- | ---- | ---- | ---- | ---- | ---- | ---- | ---- |
| 212  | 266  | 282  | 297  | 360  | 346  | 325  | 286  | 714  |

| 1856 | 1861 | 1866 | 1872 | 1876 | 1881 | 1886 | 1891 | 1896 |
| ---- | ---- | ---- | ---- | ---- | ---- | ---- | ---- | ---- |
| 652  | 695  | 669  | 703  | 728  | 670  | 610  | 608  | 637  |

| 1901 | 1906 | 1911 | 1921 | 1926 | 1931 | 1936 | 1946 | 1954 |
| ---- | ---- | ---- | ---- | ---- | ---- | ---- | ---- | ---- |
| 580  | 559  | 555  | 493  | 539  | 557  | 531  | 600  | 735  |

| 1962 | 1968  | 1975  | 1982  | 1990  | 1999  | 2004  | 2006  | 2009  |
| ---- | ----- | ----- | ----- | ----- | ----- | ----- | ----- | ----- |
| 782  | 1 016 | 1 735 | 1 859 | 2 808 | 3 827 | 4 485 | 4 487 | 4 495 |

| 2014  | 2019  | 2022  | - | - | - | - | - | - |
| ----- | ----- | ----- | - | - | - | - | - | - |
| 4 986 | 5 477 | 5 554 | - | - | - | - | - | - |

### Enseignement

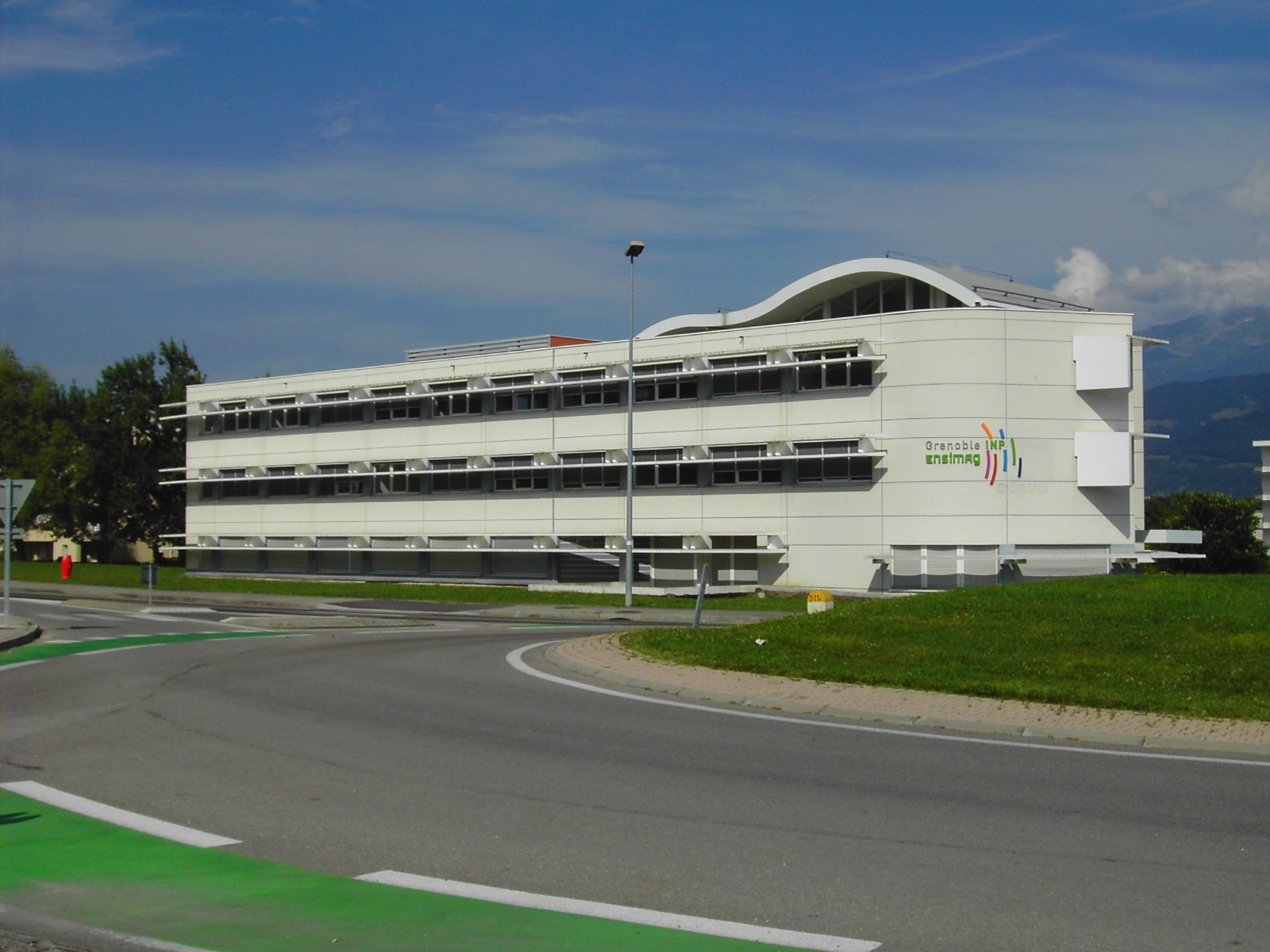
L'ancien bâtiment de l'Ensimag devenu pépinière d'entreprises.

Rattachée à l'académie de Grenoble, la commune de Montbonnot-Saint-Martin héberge sur son territoire :
- Une école maternelle : les Chavannes.
- Deux écoles élémentaires : le Bourg et le Tartaix.
- Le lycée de la Défense de l'école des Pupilles de l'Air.

### Cultes
L'église Saint-Nicolas de Montbonnot est une des églises de la paroisse catholique Saint Martin du Manival et l'Église Protestante Unie, qui dispose aussi du Centre Unioniste de Jeunesse du Dauphiné

### Sports
- La section jeunes du Club de Floorball Isere Gresivaudan Floorball (les Tigrous du Grésivaudan), s'entraîne à la Maison du Pré de l'Eau. Le club représente le Grésivaudan dans l'Élite National amateur de floorball.

### Médias
Historiquement, le quotidien à grand tirage Le Dauphiné libéré consacre, chaque jour, y compris le dimanche, dans son édition de Grenoble, un ou plusieurs articles à l'actualité du canton, de la communauté de communes et quelquefois de la commune, ainsi que des informations sur les éventuelles manifestations locales, les travaux routiers, et autres événements divers à caractère local.
La commune est située sur l'aire de diffusion de radio Ici Isère, une radio publique qui émet sur tout le territoire du département de l'Isère.

## Économie
La commune fait partie de l'aire géographique de production et transformation du « Bois de Chartreuse », la première AOC de la filière Bois en France,.

## Culture locale et patrimoine

### Lieux et monuments
- Château de Montbonnot ou château de Miribel (hôtel de ville), à la place du château fort de Montbonnot.

Le château fort d'origine, cité en 1216, a été rasé à la fin des guerres de religion par la Ligue en 1590. C'est Françoise de Galles, qui vers 1660, le reconstruisit. Il est lors de l'enquête de 1339 la possession des dauphins de Viennois.
- Château de Semaises, ou de Jayet, du XVIIIe siècle[23].
- Église Saint-Nicolas de Montbonnot-Saint-Martin.
- Vieilles demeures de l'ancien bourg fortifié[23].
- Ancien prieuré de Saint-Martin-de-Miséré, fondé par des moines augustins en 1090, aujourd'hui disparu, fut le deuxième établissement par importance du diocèse de Grenoble après la Grande Chartreuse[23].

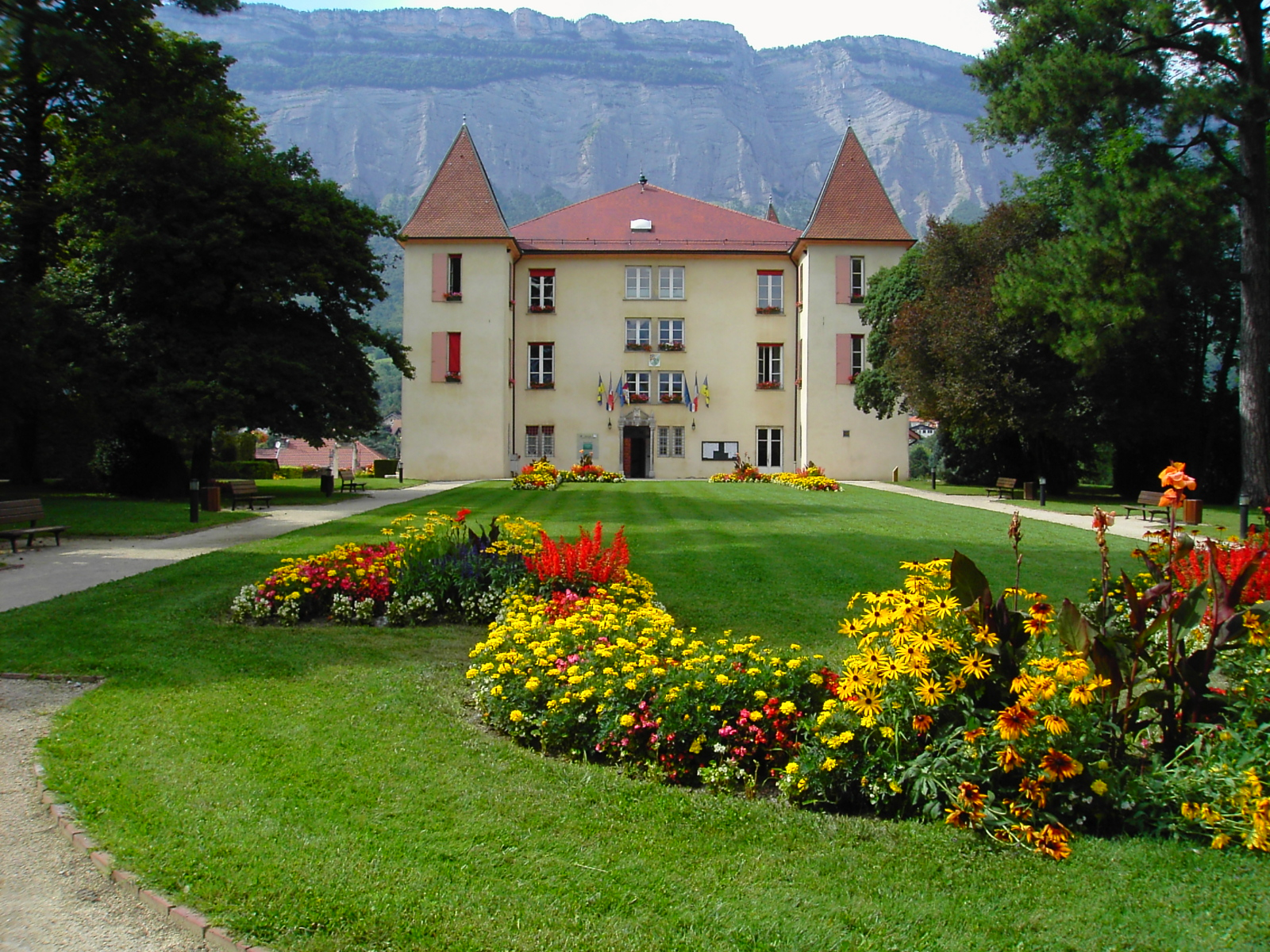
Le château de Montbonnot ou de Miribel ; aujourd'hui l'hôtel de ville de Montbonnot-Saint-Martin.
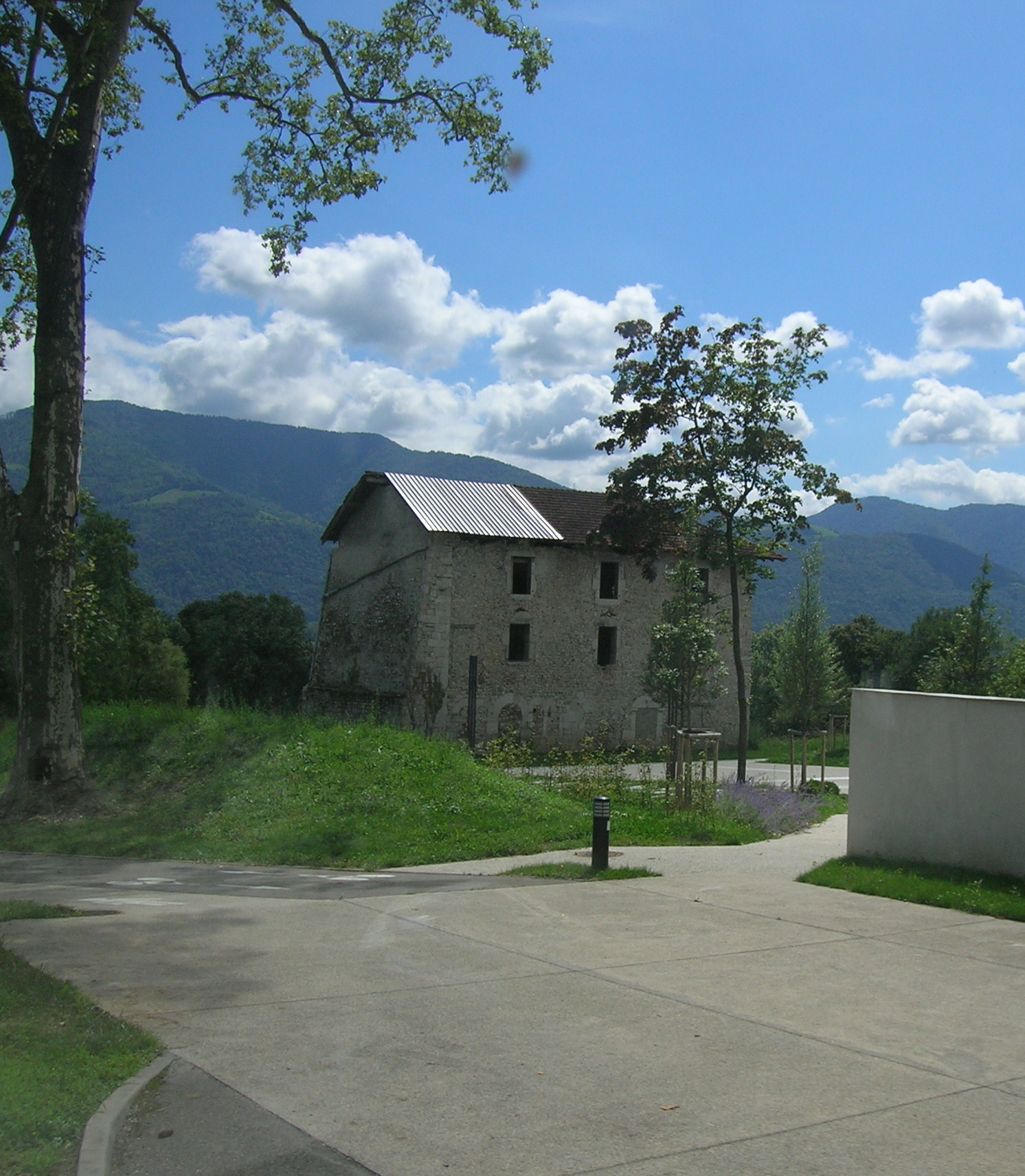
Le prieuré Saint-Martin-de-Miséré.

### Patrimoine culturel
- La Maison des Arts : cet ensemble de bâtiments s'intégre au site de l'ancien prieuré et offre onze salles destinées aux activités culturelles (danse, musique, poterie, etc.) ainsi qu'une salle polyvalente.
- Une médiathèque : inaugurée en mai 2019 et située à côté de la Maison des Arts, elle est intégrée au réseau intercommunal des bibliothèques du Grésivaudan.
- Fonds de dotation MICA : ce fonds pour objectif de fédérer les habitants et les entreprises de Montbonnot-Saint-Martin autour de projets culturels. Une sculpture de Raymond Jaquier a ainsi été installée à l'entrée de l'avenue de l'Europe. L'artiste Corinne Chaussabel a aussi créé une mosaïque pouvant être déplacée.

### Patrimoine naturel
- Vergers conservatoires[25] : la commune abrite deux vergers communaux. Le plus ancien est situé chemin de la Laurelle, derrière le parking de la piscine de l'école des pupilles de l'air. Le plus récent se situe dans la plaine de l'Isère.
- Site classé de tulipes sauvages[26] : le parc de Miribel abrite un site de Tulipa Sylvestris, une tulipe sauvage fragile. dont la population présente sur la commune est en diminution constante  depuis plusieurs années.
- Tulipe précoce très rare en Isère TULIPA raddii , connue seulement sur la commune de Vienne et récemment redécouverte par Stéphane Mounier (GENTIANA) en Grésivaudan à Saint-Ismier et Montbonnot-Saint-Martin.

### Personnalités liées à la commune

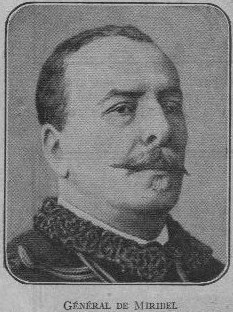
Le Général de Miribel.

- Marie-Joseph François de Miribel, polytechnicien, général de division (promu le 24 juillet 1875) né à Montbonnot le 14 septembre 1831. Participa à la guerre de Crimée et au siège de Sébastopol. Participa à la bataille de Solférino où il fut blessé, participa aux corps expéditionnaires du Mexique. Fut nommé attaché militaire à l'ambassade de France à Saint-Pétersbourg (Russie), participa à la guerre franco-prussienne et en devint chef d'état-major général au ministère de la guerre, puis chef  d'état-major général puis chef d'état major général de l'armée. Il fut décoré de la Légion d'honneur, puis officier puis commandeur et grand officier le 8 juillet 1889.
- Le général Georges Marchand (1881-1968), héros de la bataille de Voreppe (1940), quoique né dans l'Allier, est originaire de Montbonnot-Saint-Martin, où ses deux parents sont nés et se sont mariés[27].

### Héraldique
| Blason de Montbonnot-Saint-Martin | Blason  | Taillé : au premier d'or à un dauphin contourné d'azur, crêté, barbé, loré, peautré et oreillé de gueules ; au second de sinople à deux sapins de sable disposés en barre; à une onde en barre d'agent et d'azur ; brochant sur le tout un losange d'azur en cœur contenant un M majuscule d'or. |
| Blason de Montbonnot-Saint-Martin | Détails | Le statut officiel du blason reste à déterminer. |